# Kostel svatého Michaela archanděla (Księży Las)
Kostel svatého Michaela archanděla (polsky: Kościół św. Michała Archanioła) je historický katolický kostel ve fojtské vesnici Księży Las, okres Tarnovské Hory, Slezské vojvodství a náleží do děkanátu Pyskowice, diecéze gliwické. Je filiálním kostelem farnosti Narození sv. Jana Křtitele v Kamieńci. Dřevěný kostel je v seznamu kulturních památek Polska pod číslem A/483/56 z 2. 11. 1956  a je součástí Stezky dřevěné architektury v Slezském vojvodství.

## Historie
První zmínka o vesnici Księży Las pochází z roku 1302, kdy papež Bonifác VIII dal vesnici pod správu cisterciáků z Jelemnice. Podle písemných zpráv byl ve vsi Księży Las v roce 1447 farní kostel. Výstavba nového kostela v letech 1497–1498 byla pod patronací Jana Sławeckého. V letech 1570–1629 byl kostel protestantský. V 18. století byla přistavěna boční kaple a v roce 1905 byla postavena na západní straně patrová přístavba. Kostel byl značně poničen v roce 1945, rekonstruován byl v roce 1955. V roce 1960 byla na sanktusníku jehlová střecha nahrazena bání.
Ve vizitačním protokolu z roku 1720 byla uváděna volně stojící zvonice, která se nedochovala. Zvony ze zvonice se nacházejí v horní části cihlové přístavby.

## Architektura
Jednolodní orientovaná stavba dřevěná roubené konstrukce na kamenno-cihelné podezdívce. Dřevěná loď má obdélníkový půdorys, zděná přístavba se přimyká k lodi ze západní strany s hudební kruchtou v patře. Z jižní strany byla v 18. století přistavěna dřevěná kaple. K užšímu kněžišti ze severní strany byla přistavěna sakristie obdélníkového půdorysu. Střecha je sedlová krytá šindelem. Sanktusník čtvercového půdorysu je zakončen šindelovou cibulovitou střechou. Šindelová střecha nad boční kaplí je zakončena malou kopulí. Venkovní stěny kostela lodi jsou kryty šindelem. Podle vizitačního protokolu z roku 1678 se kolem kostela přimykaly soboty. Ty se nacházejí pouze na severní straně a část jich byla přestavěna na kostelní sklad.

## Interiér
Kněžiště je užší a nižší než loď a je odděleno vítězným obloukem, který je protnut sponovým trámem, na kterém je nápis Consummatum est a umístěno Ukřižování. Stropy jsou ploché druhotně pobité sádrokartonovými deskami s jednoduchou polychromií. Hudební kůr se nachází pod třemi arkádami. Vnitřku kostela chybí původní vybavení. Hlavní oltář je novobarokní z první poloviny 19. století s obrazem svatého Michaela apoštola. Po stranách se nacházejí sochy Srdce Panny Marie a Ježíšovo Srdce. Boční oltáře jsou pozdně barokní. Na evangelijní straně v boční oltáři je obraz Ukřižování s matkou Ježíšovou a svatou Marií Magdalénou a svatým Janem Evangelistou. Na epištolní straně v bočním oltáři se nachází obraz Kateřiny Aleksandrijské. V kostele se nachází také obraz svatého Michaela apoštola z 18. století, který pochází z kostela Narození svatého Jana v Kamieńci.

## Galerie

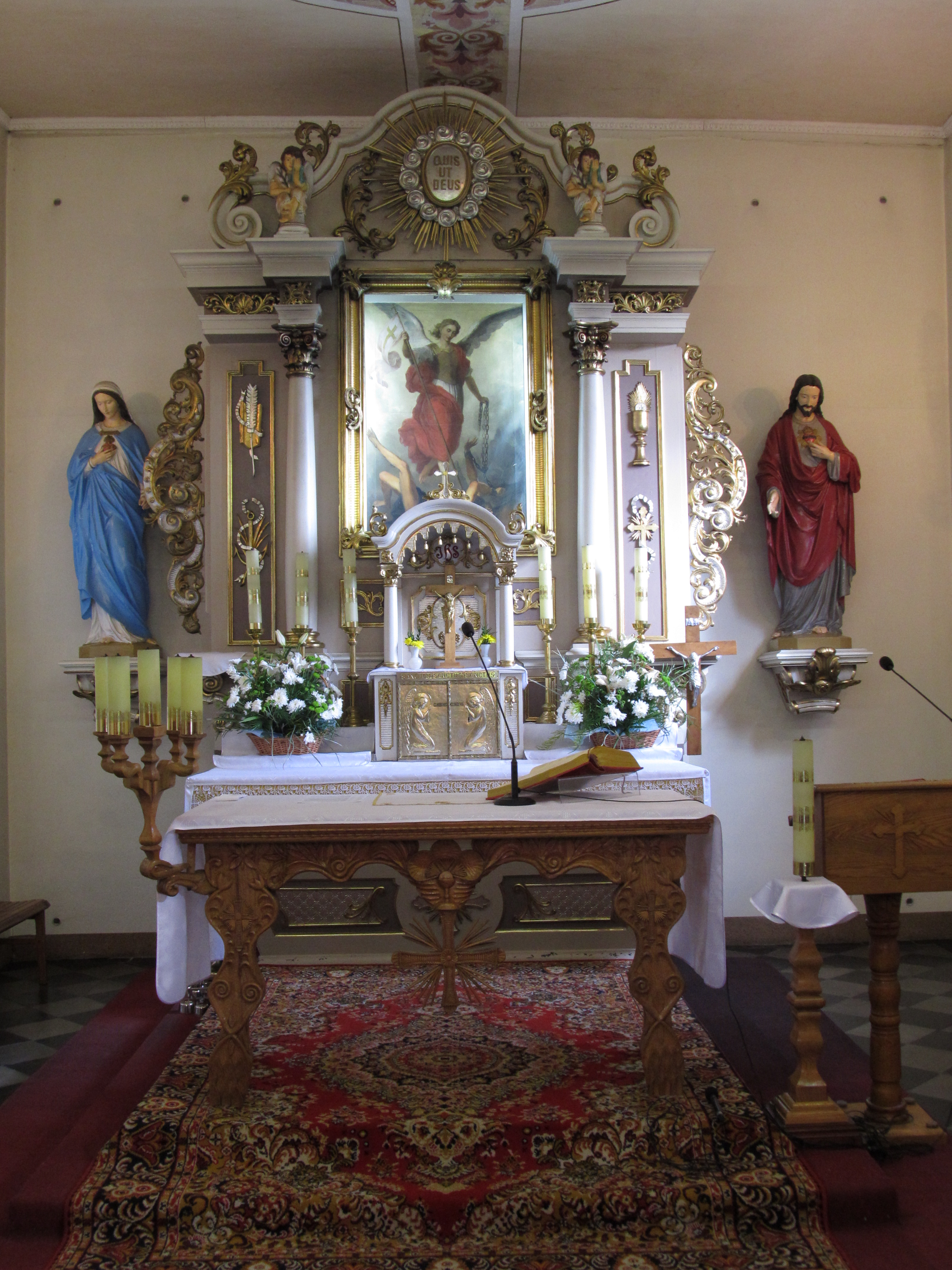
Hlavní oltář
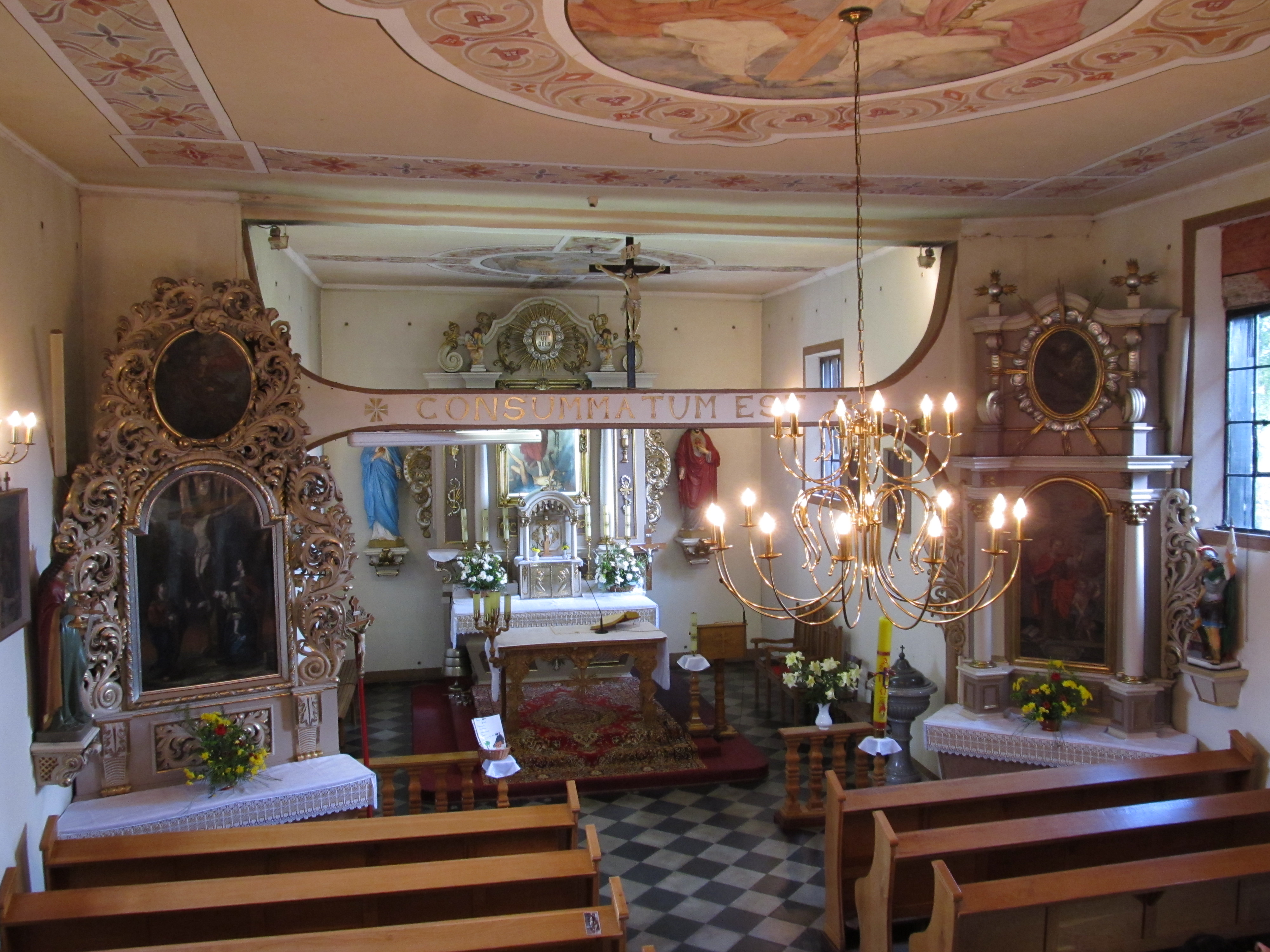
Pohled na loď a kněžiště a sponový trám s Ukřižováním
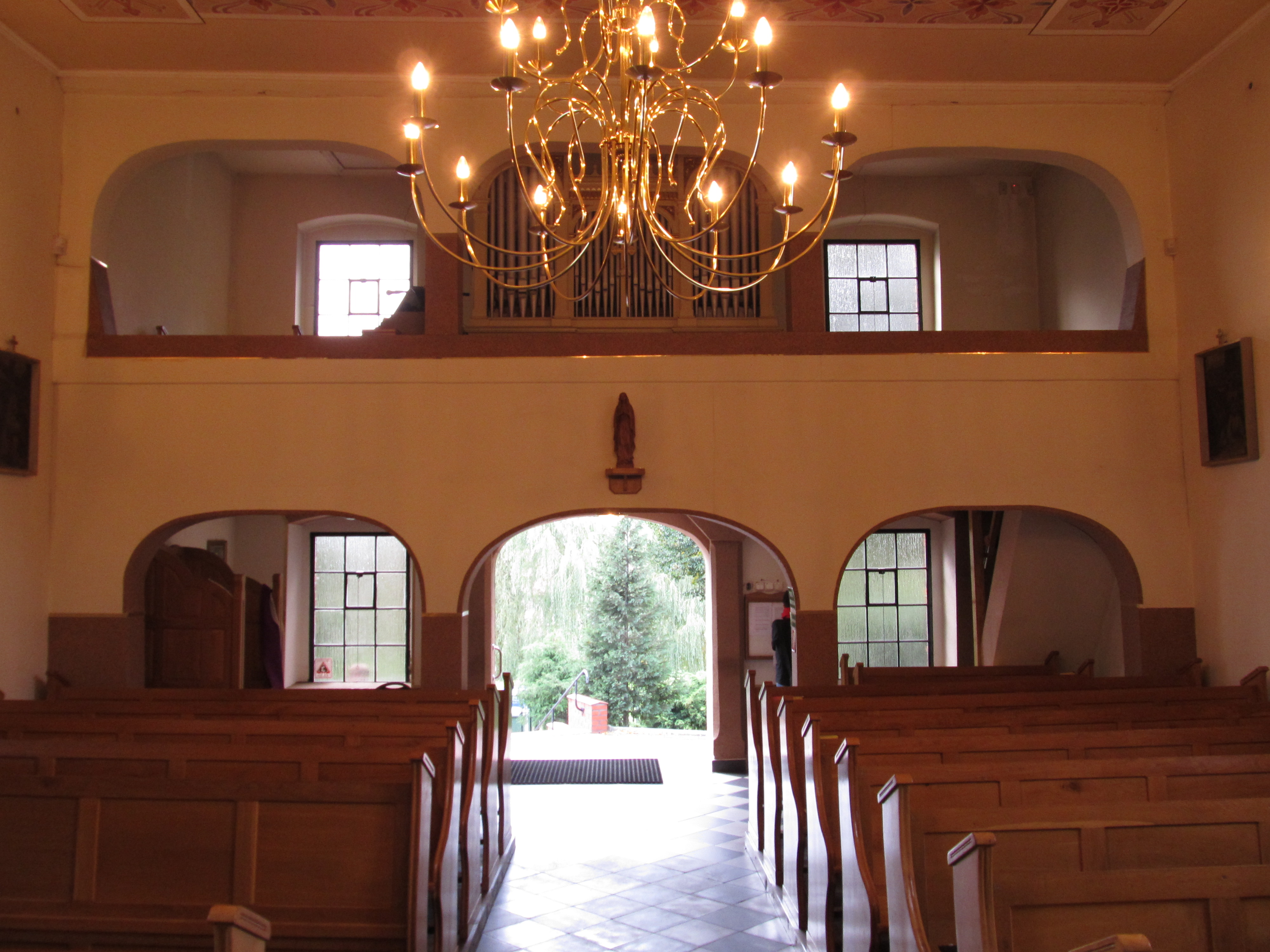
Zděná patrová přístavba s vchodem pod hudební kruchtou s arkádami
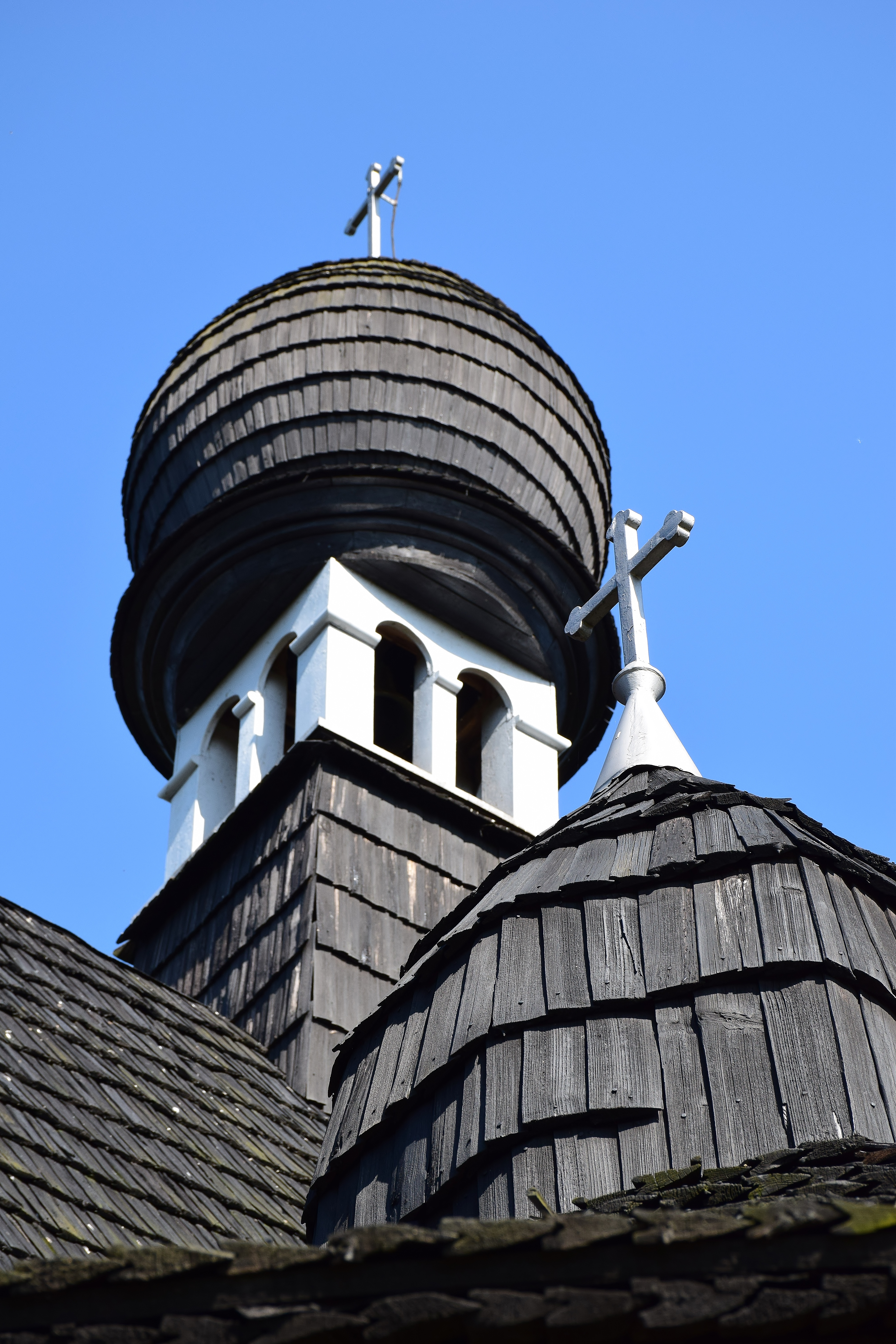
Sanktusník